# Flyvende bil
En flyvende bil eller flybil er en bil der kan flyve ved egen kraft. Der er gjort adskillige forsøg gennem tiderne på at lave et sådant fartøj med gode egenskaber både som bil og som flyvemaskine, men det har vist sig svært at kombinere disse egenskaber i én maskine.
Det er lykkedes Terrafugia at lave en flyvende bil med navnet Terrafugia Transition, som blev godkendt af FAA d. 1. juli 2010 som et ultraletfly på dispensation, da den vejer 650kg og grænsen for ultraletfly går ved 600kg.

Terrafugia Transition forventes at blive serieproduceret i 2012.

Flyvende biler er ofte set i science-fiction; Blade Runner, Det femte element, Immortal og Tilbage til fremtiden II.